# Josephoartigasia monesi
Josephoartigasia monesi was een zeer groot fossiel knaagdier ter grootte van een stier. Het knaagdier, voor zover bekend het grootste dat ooit geleefd heeft, had een geschat gewicht van driehonderdvijftig kilogram. Het leefde, als onderdeel van de tijdens het Tertiair evolutionair succesvolle Megafauna, tijdens het Plioceen en Vroeg-Pleistoceen in het tegenwoordige Zuid-Amerika.

## Beschrijving
De josephoartigasia monesi wordt verwant verondersteld aan de zeldzame pacarana, de enige nog levende soort uit de familie Dinomyidae. Deze soort weegt slechts vijftien kilogram, terwijl de josephoartigasia monesi een lengte kon bereiken van zo'n drie meter. Ook zou het reuzenknaagdier lijken op de capibara, het grootste nog levende knaagdier. De vermoedelijke habitat van het dier waren regenwouden, die destijds in het huidige Uruguay de oevers van de Rio de la Plata bedekten. Vermoedelijk gebruikte het dier zijn grote tanden in zijn drieënvijftig centimeter lange schedel om roofdieren als sabeltandkatten en carnivore loopvogels van zich af te houden.

## Fossiele vondst
De schedel van dit knaagdier werd al in 1987 gevonden door een amateurpaleontoloog, maar werd pas begin 2008 gepubliceerd. De verrassing was groot, omdat de nieuw gevonden soort zeker tweemaal zo groot moet zijn geweest als de eerder gerapporteerde grootste knaagdieren.

## Naam
De soort werd benoemd naar de stichter van Uruguay, José Gervasio Artigas, en kreeg als toevoeging monesi als eerbetoon aan paleontoloog Álvaro Mones.